# Стшелешко-Дрезденешки окръг
Стшелешко-Дрезденешки окръг (на полски: Powiat strzelecko-drezdenecki) е окръг в Западна Полша, Любушко войводство. Заема площ от 1247,86 км2. Административен център е град Стшелце Крайенске.

## География
Окръгът се намира в историческата област Великополша. Разположен е североизточната част на войводството.

## Население
Населението на окръга възлиза на 50 686 души (2012 г.). Гъстотата е 41 души/км2.

## Административно деление
Административно окръгът е разделен на 5 общини.
Градско-селски общини:
- Община Добегнев
- Община Дрезденко
- Община Стшелце Крайенске

Селски общини:
- Община Звежин
- Община Старе Курово

## Галерия
- Добегнев
- Дрезденко
- Стшелце Крайенске